# Niphaea oblonga
Niphaea oblonga là một loài thực vật có hoa trong họ Tai voi. Loài này được Lindl. mô tả khoa học đầu tiên năm 1841.

## Hình ảnh

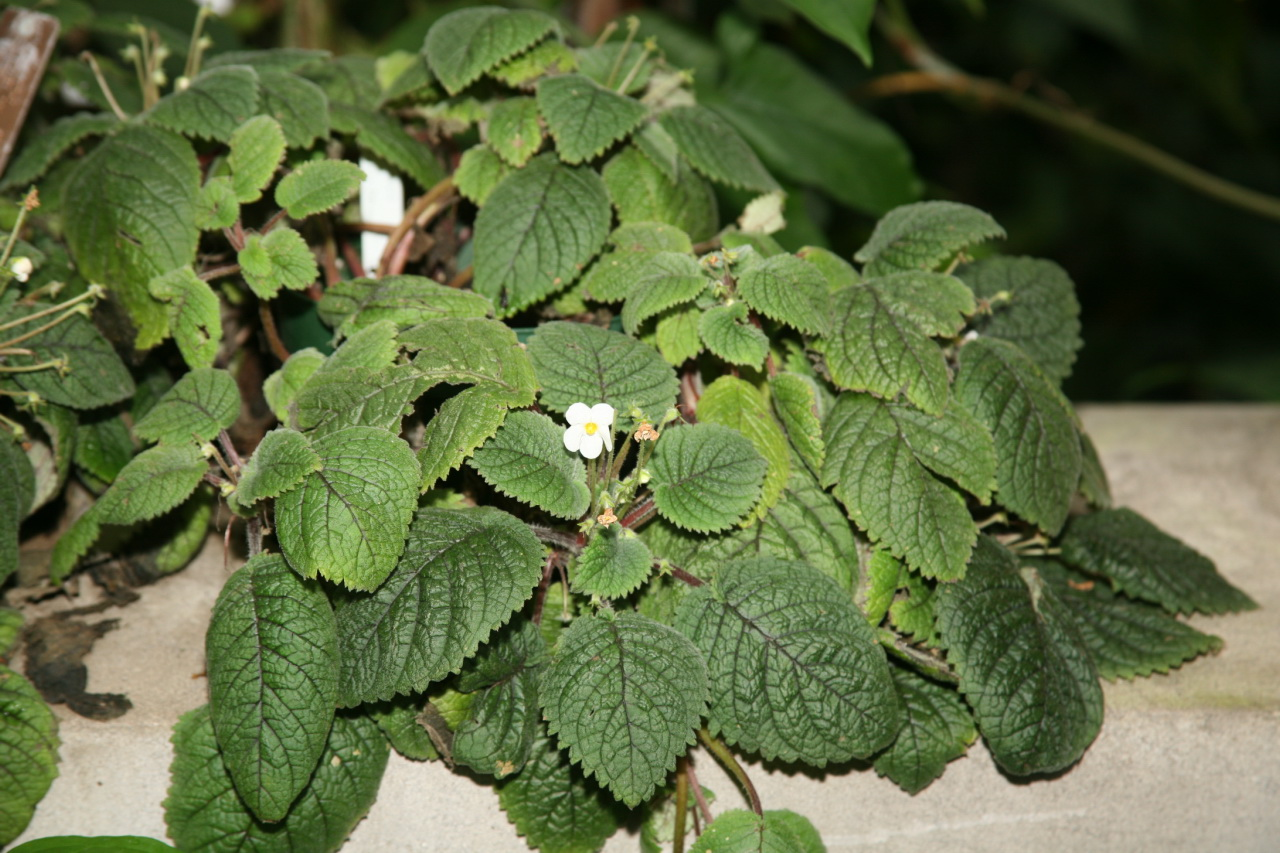
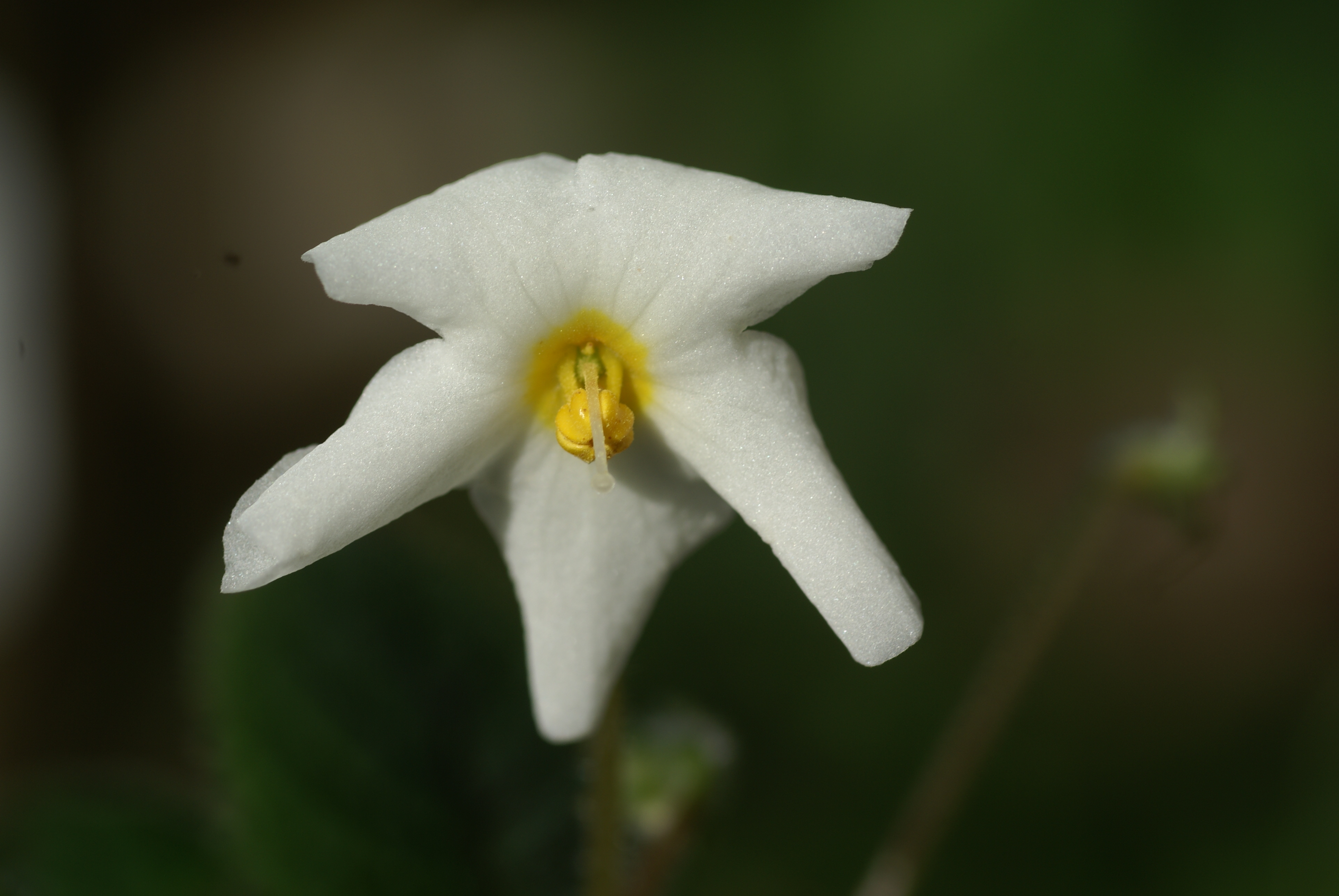
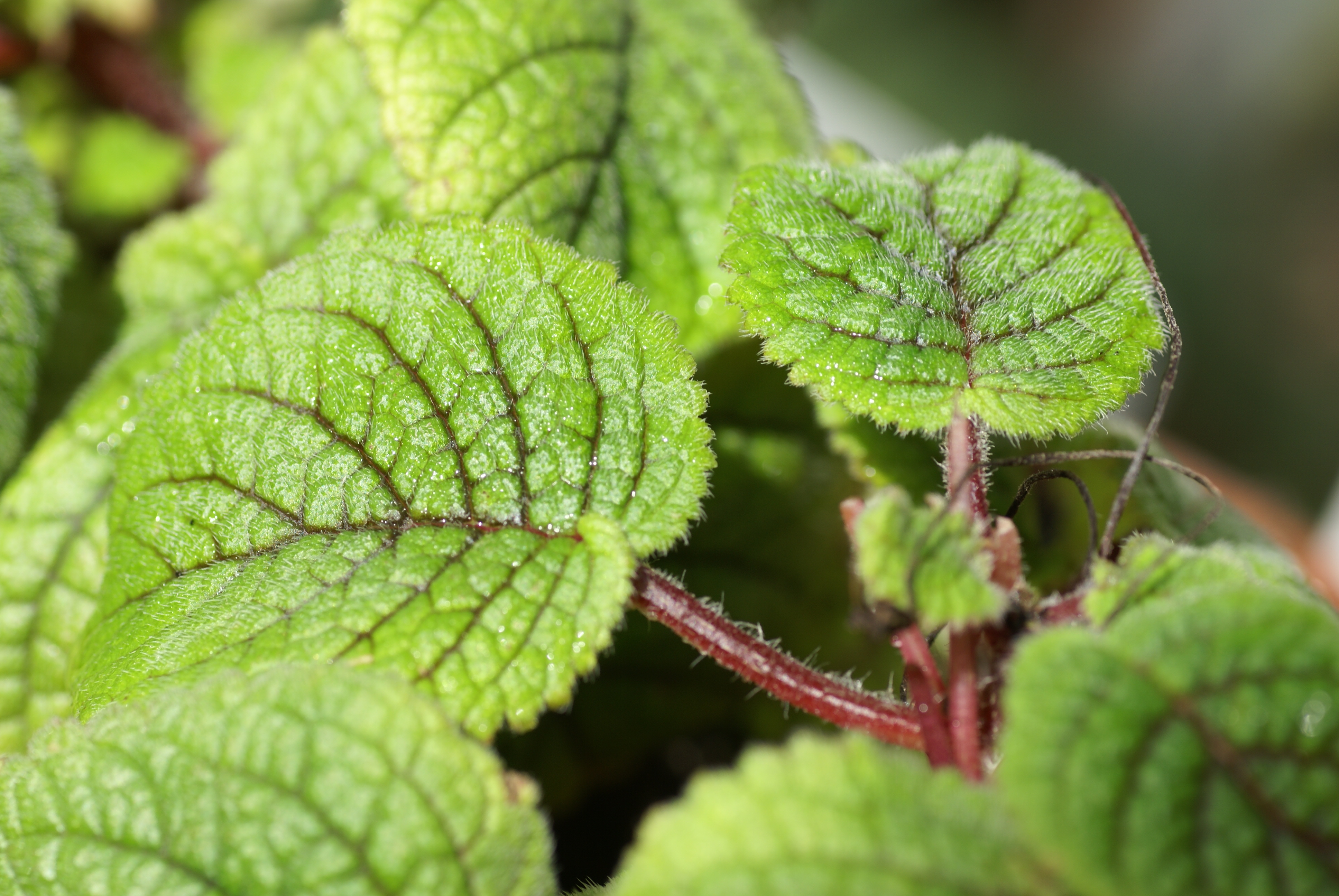